# Kurt Erdmann Rosenthal

Kurt Erdmann Rosenthal als Corpsstudent im Sommersemester 1893

Kurt Erdmann Rosenthal (* 1. September 1871 in Berlin; † 2. Juli 1946 in Pfullingen in Württemberg) war ein deutscher Industrieller und Wegbereiter der Carbid- und Acetylenindustrie in Deutschland.

## Leben
In Berlin geboren erhielt Kurt Erdmann Rosenthal seine Schulausbildung am Gymnasium in Naumburg (Saale). Nach dem Abitur studierte er Ingenieurwissenschaften mit Schwerpunkt Maschinenbau und Eisenhüttenkunde, zunächst vom Wintersemester 1890/91 an der Technischen Hochschule Berlin-Charlottenburg, bevor er zum Sommersemester 1892 für zwei Semester an die Technische Hochschule Braunschweig wechselte. Im Sommersemester 1893 wechselte er an die Technische Hochschule Karlsruhe und kehrte zum Abschluss des Studiums wieder nach Braunschweig zurück.
Nach dem Studium war Rosenthal zunächst mehrere Jahre in verschiedenen großindustriellen Betrieben praktisch tätig. 1897 erbaute er in Trollhättan in Schweden das erste Carbidwerk Europas nach amerikanischem Vorbild. 1898 veranstaltete er die Internationale Azetylenausstellung in Berlin. Anschließend gründete er unter seinem Namen ein technisches Büro zum Bau von Acetylenanlagen und nahm den Handel mit Calciumcarbid, dem Rohstoff für die Acetylenherstellung auf.
1902 gründete er mit Alfred M. Goldschmidt die Brandenburgischen Carbidwerke GmbH mit einem Carbidwerk in Steinbusch bei Woldenberg, das die Wasserkraft der Drage nutzte. 1903 wurde in Mühlthal bei Bromberg eine weitere Carbidproduktion unter Nutzung der Wasserkraft der Brahe aufgenommen. 1906 gründeten Rosenthal und Goldschmidt in Norwegen die Norsk Elektrokemisk Aktieselskab zum Erwerb, Ausbau und der Verwertung der Wasserkraft der drei Wasserfälle Dalsfoss, Tveitereid Foss und Foss Solum als Tochterunternehmen der Brandenburgischen Carbidwerke und errichteten im eisfreien Hafen Kragerö eine Calciumcarbid-Fabrik.
1907 erfolgte die Gründung der Ostdeutschen Wasserkraft GmbH zur Nutzung zweier Wasserfälle der Küddow in Borkendorf und Koschütz bei Schneidemühl. 1909 verschmolzen Rosenthal und Goldschmidt die Ostdeutsche Wasserkraft GmbH mit den Brandenburgischen Carbidwerken GmbH zu den Brandenburgischen Carbid- und Elektricitätswerken Aktiengesellschaft. Im Ersten Weltkrieg errichteten sie ein weiteres Carbid-Werk in Waldeck unter Nutzung der Wasserkraft der Edertalsperre.
Am Ersten Weltkrieg nahm Rosenthal als Sachverständiger bei der Etappeninspektion II, bei der bulgarischen Heeresverwaltung und der Besetzungsarmee in Rumänien teil.
1929 wurde Kurt Erdmann Rosenthal Generaldirektor der Brandenburgischen Electricitäts-, Gas- und Wasserwerke AG. In diese hatten sich die Brandenburgischen Carbid- und Electricitätswerke AG im Rahmen der Fusion mit der Continentalen Wasser- und Gaswerke AG, Berlin, umbenannt, nachdem einerseits andere Produkte wie Ferrosilicium und Kalkstickstoff hergestellt und andererseits Strom in kommunale Netze abgegeben wurde, während die Carbidfabrikation als Kriegsfolge aufgegeben worden war. 1930 erfolgte durch Zusammenschluss die Aufnahme der Actiengesellschaft Körting's Electricitätswerke, Berlin.
Am 1. April 1938 trat er altersbedingt von der Leitung des Unternehmens zurück. Ob andere Gründe eine Rolle bei seinem Rücktritt gespielt haben, ist unklar. Kurt Erdmann Rosenthal war väterlicherseits jüdischer Abstammung. Als so genannter Jüdischer Mischling, der zudem in Mischehe lebte, trafen ihn nicht alle diskriminierenden Maßnahmen und er wurde auch nicht deportiert. In seiner letzten Wohnung in Berlin ausgebombt, wurde er offenbar 1943 als Luftkriegsgeschädigter nach Pfullingen evakuiert. wo er 1946 starb.
Kurt Erdmann Rosenthal war Mitbegründer und Vorstandsmitglied des Deutschen Azetylen-Vereins. Er war Vizepräsident der Vergasungs-Industrie AG, Wien und Vorsitzender des Aufsichtsrates der Wasserwerks- und Kanalisationsbauten O. Smreker GmbH, Berlin. Des Weiteren gehörte er den Aufsichtsräten der Continentalen Wasserwerks-GmbH, der Aktiengesellschaft für Pappenfabrikation und der Büttner-Werke AG, Uerdingen, an.
1912 erwarb Rosenthal als Jagdsitz das Rittergut Streganz im heutigen Landkreis Dahme-Spreewald. 

## Auszeichnungen
- 1909 wurde Kurt Erdmann Rosenthal vom Norwegischen König mit dem Sankt-Olav-Orden II. Klasse ausgezeichnet.[3]
- 1911 wurde er Ehrenmitglied des Nationaldanks für Veteranen.[4]
- 1911 erhielt er in Anerkennung seiner Verdienste um die Industrialisierung Ostdeutschlands den Roten Adlerorden IV. Klasse[5].

## Familienstiftung Hofgärtner Hermann Sello
Kurt Erdmann Rosenthal war der Sohn von Hermann Rosenthal (1833–1908), einem Berliner Fabrikanten, dem Gründer der Röhrenfirma H. Rosenthal, der späteren Valentin Röhren- und Eisen-GmbH, und Pauline Rosenthal geborene Nietner (1830–1899). Da sowohl die Mutter von Pauline Rosenthal geborene Nietner eine geborene Sello war, Charlotte Luise Albertine Sello, als auch Ihr Vater der Enkel einer geborenen Sello war, gehörte Kurt Erdmann Rosenthal zur Familie Sello, einer Hofgärtnerdynastie, die seit 1718 vor allem in Potsdam und Berlin im Dienste des preußischen Königshauses stand. Hermann Sello, der 1876 kinderlos in Potsdam verstorben war, hatte eine Familienstiftung ins Leben gerufen. Nachdem zwischen den beiden Weltkriegen das Vermögen der Stiftung durch Inflation und Wirtschaftskrise nahezu aufgebraucht war, war es Kurt Erdmann Rosenthal, dem der Weiterbestand der Stiftung auch über den Zweiten Weltkrieg hinaus zu verdanken war, indem er ihr sein beträchtliches Vermögen vermachte. Warum er in diesem Zusammenhang seine beiden Söhne – Johannes und Peter-Paul – enterbte, konnte nicht geklärt werden. Verbunden mit seinem Vermächtnis war eine Änderung der Stiftungssatzung. Stiftungszweck wurde nunmehr die Pflege des Familienzusammenhaltes.

## Corpsstudent
Im Wintersemester 1890/91 schloss sich Kurt Erdmann Rosenthal dem Corps Saxonia-Berlin an. Als er zum Sommersemester 1892 studienhalber nach Braunschweig wechselte, rekonstituierte er dort am 7. Mai 1892 mit einem Angehörigen des Corps Franconia Karlsruhe und einem Angehörigen des Corps Stauffia Stuttgart das alte, 1855 gestiftete Zürcher Corps Rhenania, das von 1871 bis 1880 in Aachen bestanden hatte. Als Alter Herr wurde er später von Rhenania zum Ehrenburschen ernannt. Im Sommersemester 1893, als er studienhalber nach Karlsruhe wechselte, trat er dem Corps Franconia Karlsruhe bei. 1896 war er Mitherausgeber des ersten Almanachs des Weinheimer Senioren-Convents (WSC), der die Anschriften aller damals lebenden circa 3000 Angehörigen des WSC enthielt. Auf seine maßgebliche Initiative hin wurde 1897 der Fünferbund gegründet. Er wurde damit der erste Dreibändermann des Fünferbundes.